# تتراکلرید تلوریم
تتراکلرید تلوریم (به انگلیسی: Tellurium tetrachloride) با فرمول شیمیایی [TeCl4]4 یک ترکیب شیمیایی با شناسه پاب‌کم 61443 است. که جرم مولی آن 1077.64 g/mol می‌باشد. شکل ظاهری این ترکیب، جامد زرد کمرنگ است.